# Francisco Javier del Río Sendino

Wappen von Javier del Río Sendino

Francisco Javier del Río Sendino (* 22. Januar 1942 in Palencia, Spanien) ist ein spanischer Geistlicher und emeritierter römisch-katholischer Bischof von Tarija.

## Leben
Francisco Javier del Río Sendino empfing am 29. Juni 1965 die Priesterweihe.
Papst Benedikt XVI. ernannte ihn am 10. Januar 2006 zum Bischof von Tarija. Die Bischofsweihe spendete ihm der Erzbischof von Santa Cruz de la Sierra, Julio Kardinal Terrazas Sandoval CSsR, am 30. März desselben Jahres; Mitkonsekratoren waren Ivo Scapolo, Apostolischer Nuntius in Bolivien, und Jesús Gervasio Pérez Rodríguez OFM, Erzbischof von Sucre.
Am 11. Oktober 2019 nahm Papst Franziskus das von Francisco Javier Del Río Sendino aus Altersgründen vorgebrachte Rücktrittsgesuch an.